# Генри, Джордж (художник)
Джордж Генри (англ. George Henry; 1858, Эрвин — 1943) — шотландский художник.

## Биография и творчество
Дж. Генри изучал живопись в Школе искусств Глазго, затем в художественной мастерской Уильяма Макгрегора; многое также почерпнул во время летних этюдов на природе в окрестностях городка Керкубри (в южной Шотландии). Генри много и плодотворно работал с художником Э. А. Хорнелом, с которым делил рабочую мастерскую (к примеру, они совместно создали полотно «Шествие друидов» (1887), хранящееся ныне в лондонской галерее Гросвенор). Серия картин Генри «Пейзажи Голуэя» может считаться эпохальной в истории художественной школы Глазго.
В 1893—1894 годах Дж. Генри со своим другом Хорнелом совершают полуторагодичное путешествие в Японию. Изучив особенности японской цветной ксилографии, художник впоследствии в своей работе использует более яркие и сочные краски и их сочетания. После возвращения на родину Генри меньше уделяет внимания привычным ему пейзажам и жанровой тематике, обращаясь к портретной живописи. С 1902 года — член Королевской Шотландской Академии. Был также членом-корреспондентом Королевской академии художеств.
Полотна работы Джорджа Генри можно увидеть в музеях и картинных галереях Лондона, Эдинбурга, Глазго, Кейптауна, Мельбурна, Монреаля и других городов.